# TV 아사히 일요일 밤 8시 드라마
TV 아사히 일요일 밤 8시 드라마(일본어: テレビ朝日日曜8時連続ドラマ)는 TV 아사히 계열에서 매주 일요일 밤 8시의 드라마이다.

## 작품 소개
- 《이 지과 덩굴까지》
- 《벌 장작 대장》
- 《버지니아》
- 《동원》
- 《경시청 이야기》
- 《형사씨》
- 《타잔》
- 《7개 얼굴의 남자》
- 《게리슨 유격대》
- 《이런 저런 이웃!》
- 《걱정되는 계절》
- 《서부경찰》
- 《사철연선 97분서》
- 《동물대로 유메랜드》
- 《통쾌! 부경 후보생 할거야 꺄없는 걸요!》
- 《제작2부 청춘 드라마반》
- 《뉴타운 가제 분서》
- 시리즈 남자의 결단
  - 《더 딜러》
  - 《붉은 사령·검은 의혹? 기업가 샐러리맨》
  - 《선명한 역전? 대기업이 되살아나 날 》
  - 《방콕 반란 지사》
  - 《파헤쳐 진 스캔들》
  - 《매일이 일요일》
- 《고릴라 경시청 수사 제8반》
- 《더 형사》
- 《대표 이사 형사》
- 《자장가 형사 '91 → '92》
- 《한여름의 형사》
- 《사랑한 형사》
- 《자장가 형사 '93》